# Église Saint-Jean-Baptiste de Saint-Thibault-des-Vignes
Pour les articles homonymes, voir Église Saint-Jean-Baptiste.
L'église Saint-Jean-Baptiste est une église catholique située à Saint-Thibault-des-Vignes dans le département de Seine-et-Marne, en France.

## Historique

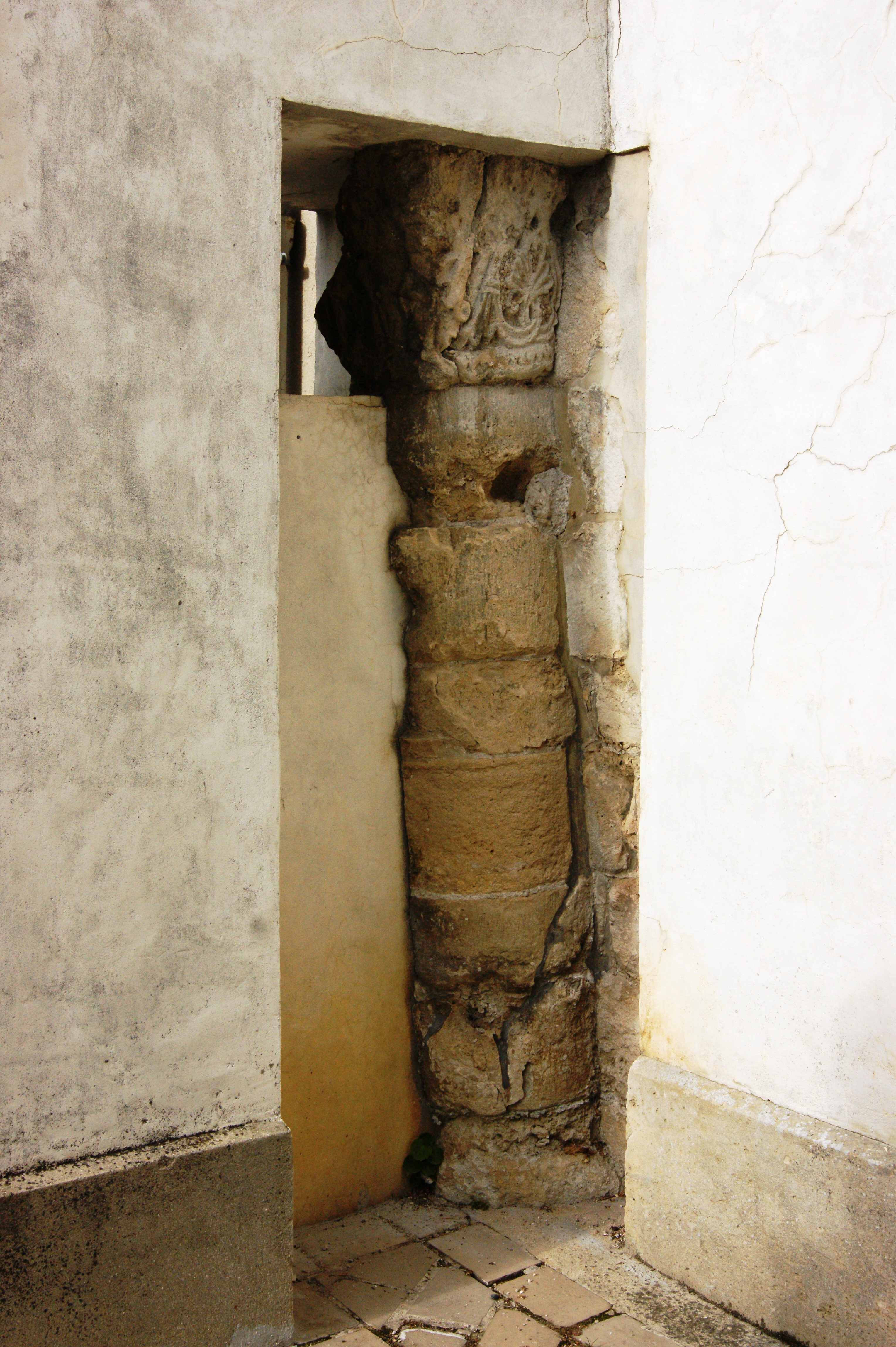
Église Saint Jean-Baptiste - Saint-Thibault-des-Vignes - Détail à l'extérieur.

Elle fut construite par Arnoul de Ternois, abbé de Saint-Pierre de Lagny-sur-Marne, pour recevoir les reliques de son frère, saint Thibault de Provins, ermite originaire de la Brie et mort en Italie en 1066. 
Initialement constituée d'une nef de quatre travées terminée par une abside semi-circulaire, flanquée de bas-côtés, elle perd au XVIIIe siècle la moitié de sa nef ainsi que ses bas-côtés, tandis que la façade actuelle est élevée.
Des travaux réalisés à la fin du XIXe siècle mirent au jour des chapiteaux romans sculptés dans les contreforts de la façade.
L'édifice est inscrit et partiellement classé monument historique depuis 1974, sa façade est inscrite depuis 2021.

## Description

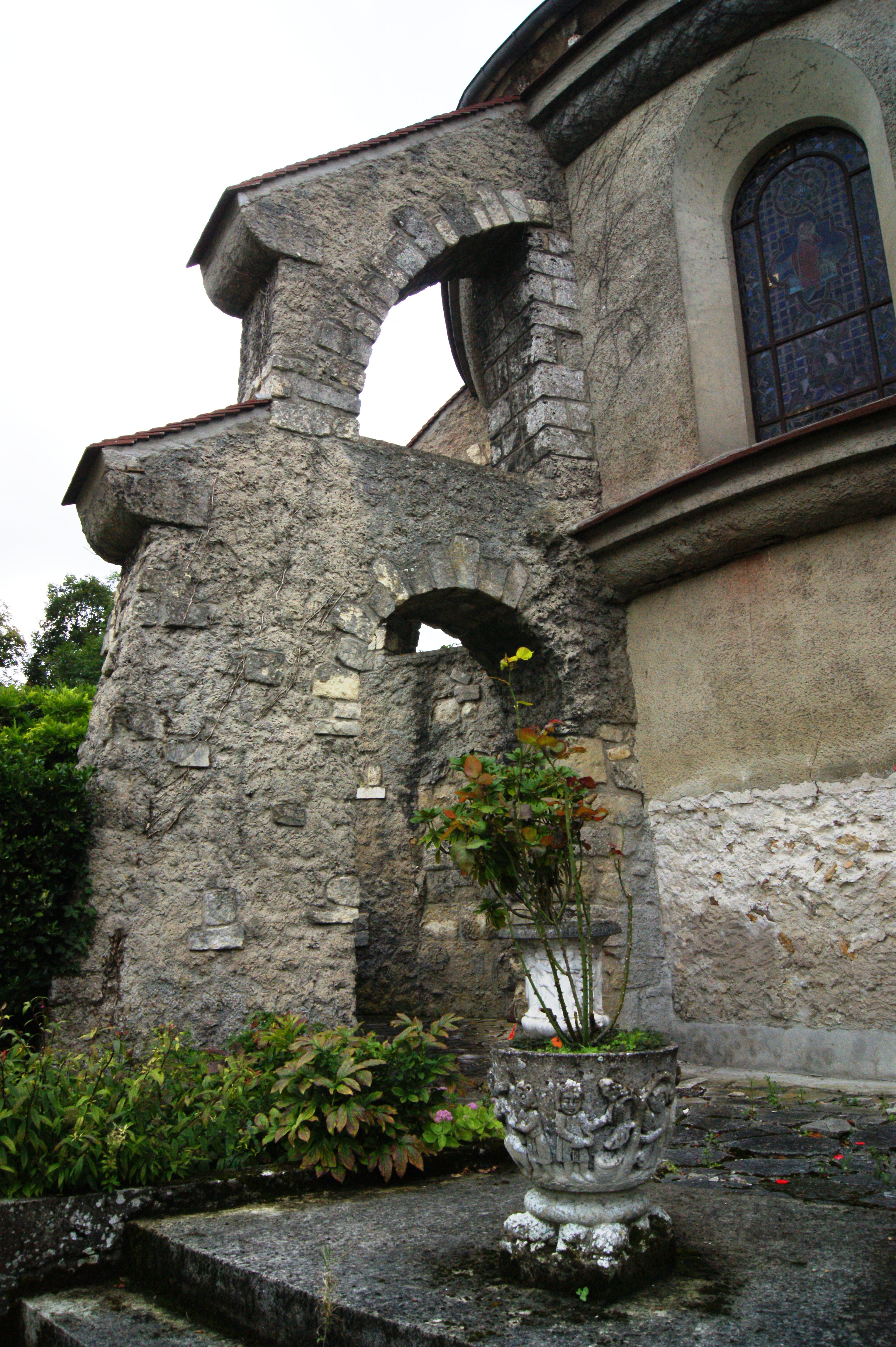
Les arcs-boutants du chevet, septembre 2016.

Cet édifice construit sur un plan allongé se termine par un chevet semi-circulaire, épaulé d'arcs-boutants. L'entrée se fait par une porte en plein cintre.
Au clocher qui se trouve sur le côté nord est adossé le presbytère. Ce clocher, couvert d'une toiture en pavillon, faite d'ardoise, est ouvert à son dernier étage, par des lancettes à abat-sons.

## Mobilier

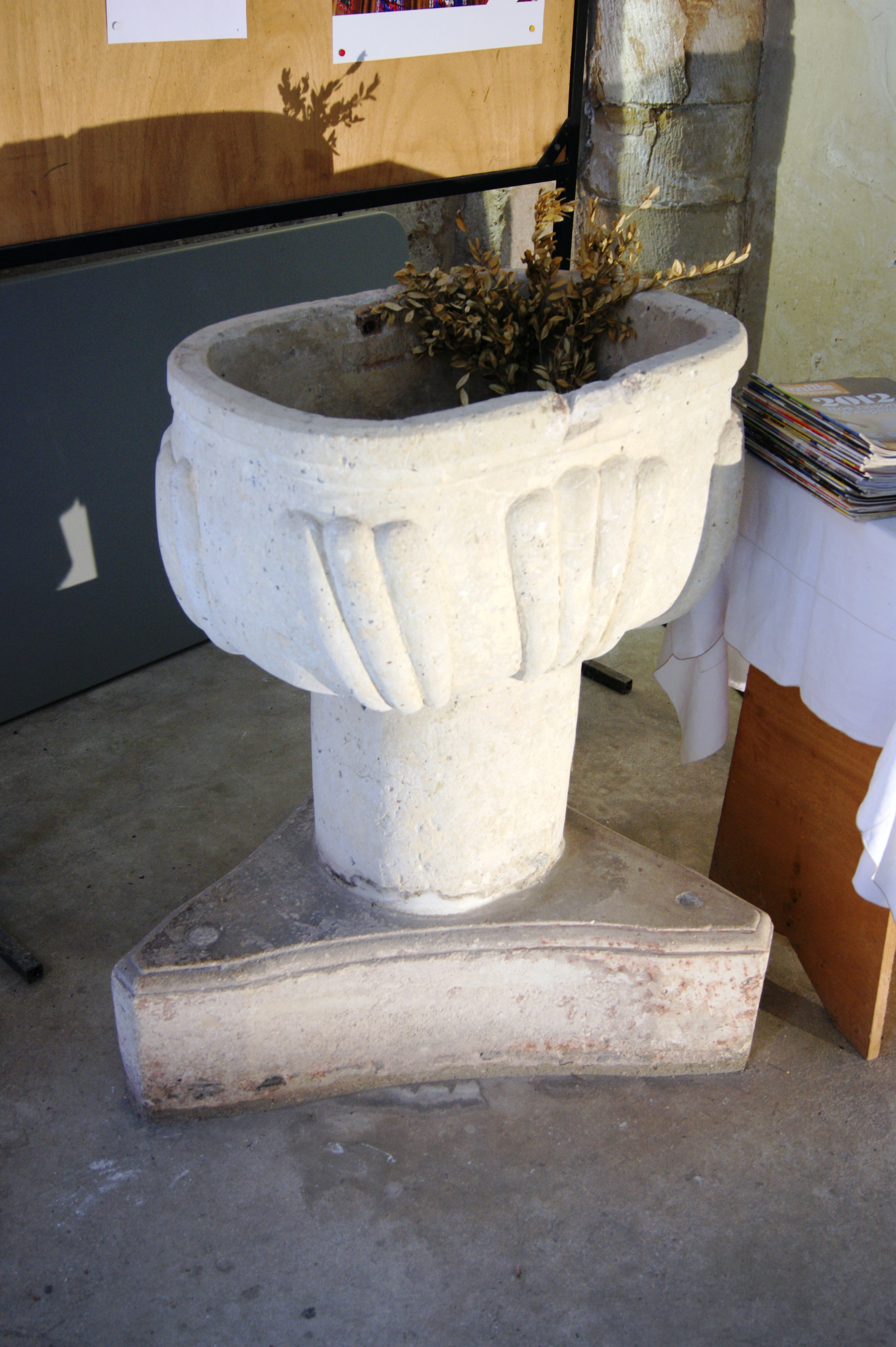
Cuve baptismale datant du XVe siècle.

Parmi plusieurs objets classés, on y trouve la châsse du saint, le tabernacle de l'ancien maître-autel, des fonts baptismaux et plusieurs statues de saints : saint Augustin, saint Vincent et saint Thibault.